# 新リバイアサン/リフト
『新リバイアサン/リフト』（原題：The Rift / Endless Descent / La grieta）は、1989年制作のスペインのSFホラー映画。
内容とタイトルが似ているが映画『リバイアサン』とは無関係である。

## あらすじ
海軍のために潜水艦を設計していたウィックは、かつて自分が設計した潜水艦セイレーン1号がノルウェー沖で消息を絶ったため、同型艦のセイレーン2号に乗り、捜索に向かう。
セイレーン1号の残した信号を辿り深い海溝を潜航していたセイレーン2号は、突然正体不明の物体に襲撃を受け、潜水限度を超えた岩棚に不時着する。
さらに調査を進めたウィックは、セイレーン1号の乗組員たちが生物の遺伝子を交換して突然変移を起こす実験を行っていたことを知る。そして、実験の影響で怪物へと変化した海溝の生物たちが襲いかかってくる。

## キャスト
- ウィック・ヘイズ：ジャック・スカリア
- フィリップス艦長：R・リー・アーメイ
- ニーナ：デボラ・アデア
- ロビンズ：レイ・ワイズ